# Championnat d'Asie des clubs masculin de volley-ball
Le Championnat masculin AVC des clubs, officiellement Asian Men's Club Volleyball Championship est la plus prestigieuse compétition par clubs du volley-ball masculin en Asie. Il est organisé par la Confédération asiatique de volley-ball (AVC). Jusqu'en 2004, il portait le nom de AVC Cup Men's Club Tournaments.

## Palmarès
| Année | Lieu              | Champion                                                 | Finaliste                                                | Troisième                                                |
| ----- | ----------------- | -------------------------------------------------------- | -------------------------------------------------------- | -------------------------------------------------------- |
| 1999  | Hefei             | Sichuan Fulan                                            | Samsung Insurance                                        | Payakan Téhéran                                          |
| 2000  | Suphanburi        | Samsung Insurance                                        | Payakan Téhéran                                          | Jin Han Wang                                             |
| 2001  | Shehong           | Samsung Insurance                                        | Suntory Sunbirds                                         | Shanghai Cable TV                                        |
| 2002  | Téhéran           | Payakan Téhéran                                          | Sanam Téhéran                                            | Atyrau                                                   |
| 2003  | Jakarta           | Compétition annulée en raison de l'épidémie de SRAS      | Compétition annulée en raison de l'épidémie de SRAS      | Compétition annulée en raison de l'épidémie de SRAS      |
| 2004  | Téhéran           | Sanam Teheran                                            | Payakan Téhéran                                          | Atyrau                                                   |
| 2005  | Islamabad         | Rahat CSKA                                               | Saipa Téhéran                                            | Shanghai Oriental                                        |
| 2006  | Hanoï             | Payakan Téhéran                                          | Rahat CSKA                                               | Jakarta BNI Taplus                                       |
| 2007  | Manama            | Payakan Téhéran                                          | Al-Hilal                                                 | Al-Arabi SC                                              |
| 2008  | Almaty            | Payakan Téhéran                                          | Almaty                                                   | Suntory Sunbirds                                         |
| 2009  | Dubaï             | Payakan Téhéran                                          | Al-Hilal                                                 | Al-Arabi SC                                              |
| 2010  | Zhenjiang         | Payakan Téhéran                                          | Al-Arabi SC                                              | Panasonic Panthers]                                      |
| 2011  | Palembang         | Payakan Téhéran                                          | Almaty                                                   | Shanghai Tang Dynasty                                    |
| 2012  | Shanghai          | Shanghai Tang Dynasty                                    | Al-Arabi SC                                              | Kalleh Mazandaran                                        |
| 2013  | Téhéran           | Kalleh Mazandaran                                        | Al-Rayyan SC                                             | Taiwan Power Company                                     |
| 2014  | Pasay             | Matin Varamin                                            | Al-Rayyan SC                                             | Beijing BAIC Motor                                       |
| 2015  | Taipei            | Taichung Bank                                            | Al-Arabi SC                                              | Paykan Téhéran                                           |
| 2016  | Naypyidaw         | Sarmayeh Bank                                            | Al-Arabi SC                                              | Toyoda Gosei Trefuerza                                   |
| 2017  | Ninh Bình         | Sarmayeh Bank                                            | Toyota Gosei Trefuerza                                   | Al-Arabi SC                                              |
| 2018  | Naypyidaw         | Khatam Ardakan                                           | OK Atyrau                                                | WAPDA                                                    |
| 2019  | Taipei            | Shahrdari Varamin                                        | Panasonic Panthers                                       | Al-Rayyan SC                                             |
| 2020  | Nakhon Ratchasima | Compétition annulée en raison de la pandémie de Covid-19 | Compétition annulée en raison de la pandémie de Covid-19 | Compétition annulée en raison de la pandémie de Covid-19 |
| 2021  | Nakhon Ratchasima | Foolad Sirjan                                            | Al-Arabi SC                                              | Bourevestnik Almaty                                      |
| 2022  | Téhéran           | Paykan Téhéran                                           | Suntory Sunbirds                                         | Shahdab Yazd                                             |
| 2023  | Manama            | Suntory Sunbirds                                         | Jakarta Bhayangkara Presisi                              | Police SC                                                |
| 2024  | Yazd              | Foolad Sirjan                                            | Shahdab Yazd                                             | Jakarta Bhayangkara Presisi                              |
| 2025  | Hirakata, Kyoto   | Al-Rayyan SC                                             | Osaka Bluteon                                            | Suntory Sunbirds                                         |

## Bilan par nation
| Rang | Nation          | Or | Argent | Bronze | Total |
| ---- | --------------- | -- | ------ | ------ | ----- |
| 1    | Iran            | 17 | 5      | 4      | 26    |
| 3    | Qatar           | 2  | 6      | 5      | 13    |
| 3    | Corée du Sud    | 2  | 1      | 0      | 3     |
| 4    | Japon           | 1  | 5      | 4      | 10    |
| 5    | Kazakhstan      | 1  | 4      | 3      | 8     |
| 6    | Chine           | 1  | 1      | 5      | 7     |
| 7    | Taïwan          | 1  | 0      | 1      | 2     |
| 8    | Arabie saoudite | 0  | 2      | 0      | 2     |
| 9    | Indonésie       | 0  | 1      | 2      | 3     |
| 10   | Pakistan        | 0  | 0      | 1      | 1     |